# Veikko Huovinen
Veikko Johannes Huovinen (7. května 1927, Simo, Finsko – 4. října 2009, Sotkamo, Finsko) byl finský spisovatel, lesník, satirik a mistr jazyka.
Narodil se v kraji Simo v severním Finsku, odkud se jeho rodina krátce po jeho narození přestěhovala do obce Sotkamo. V roce 1944 se účastnil jako dobrovolný letec pokračovací války mezi Finskem a Sovětským svazem. Po absolvování gymnázia odjel studovat lesnictví do Helsinek, kde roku 1952 získal titul inženýra a poté se vrátil zpět do Sotkama. Tam pracoval jako lesník. V 50. letech 20. století se oženil a měl tři děti. Po svatbě se stal ve Finsku populárním spisovatelem na volné noze, získal několik státních cen za literaturu a mnoho dalších ocenění. Vedl klidný a tichý život, neměl téměř žádné kontakty se spisovatelskými kruhy na jihu Finska.

## Literární tvorba
Jeho spisovatelská kariéra byla dlouhá a plodná. Obor, který vystudoval, se silně promítl i do jeho děl. Nejprve začal psát články a krátké příběhy do novin a v roce 1950 mu vyšla první kniha, sbírka novel Hirri. O dva roky později byl vydán román Mudrc z Havukka Aho (orig. Havukka-ahon ajattelija). Tento román plný laskavého humoru zajistil začínajícímu spisovateli čtenářskou pozornost a na námět knihy byl v roce 2010 natočen stejnojmenný film. Hlavním hrdinou je přírodní filosof Konsta Pylkkänen, který se věnuje lovu, velkým myšlenkám, pokuřování dýmky a jako znalec okolí pomáhá dvěma magistrům z Helsinek.
V 50. letech 20. století napsal několik dalších románů: Lidské hovory (Ihmisten puheet), pacifistickou Dýmku míru (Rauhanpiippu) a veselý román Křečci (Hamsterit).
V roce 1970 vyšel román Uličník (Veitikka), který až anarchistickým způsobem popisuje život Adolfa Hitlera. Jeho život je komicky zveličován a spisovatel se snaží zničit mýtus, který se kolem Hitlera vytvořil. Po úspěchu knihy navázal románem o Stalinovi Joe Setä vydaném v roce 1988. V 70. letech vyšla mimo jiné i kniha Chřipka (Lentsu), která popisuje rozšíření chřipkového viru ze severního Finska až do Afriky. Hlavním tématem knihy je nesmyslná společnost, mechanizace života a politická podbízivost. Hlavním hrdinou je postava na první pohled prostého člověka, který je většinou mazaný jako liška. Jak v doslovu v knize Pět finských novel píše překladatel Jan Petr Velkoborský: „…vždy je to především člověk s velkým Č, bytost jedinečná, hodná nejen autorovy, ale i čtenářovy pozornosti. Neboť právě tito prostí lidé jsou solí země, sluší se o nich vědět a sluší se o nich psát.“
Byl zdatným experimentátorem v literárních žánrech, vždy ale jeho knihy spojuje laskavý humor, který se občas promění v grotesku či jízlivou satiru. Jeho humor bývá považován za nejpreciznější v kratších novelách. Byl spisovatel, který zobrazoval a věrně popisoval národ. V prózách uměl brilantně a nenápadně popichovat, přidat bystrý postřeh. Byl řazen mezi pokračovatele tradiční finské venkovské prózy. Celým svým dílem oslavuje finskou přírodu a poctivého prostého člověka, který v ní žije.

## Dílo
- Hirri WSOY 1950
- Havukka-ahon ajattelija, WSOY 1952
- Ihmisten puheet, WSOY 1955
- Rauhanpiippu, WSOY1956
- Hamsterit, WSOY 1957
- Siintävät vuoret, WSOY 1959
- Talvituristi, WSOY1965
- Lemmikkieläin, WSOY 1966
- Lyhyet erikoiset, WSOY 1967
- Pohjoiset erätarinat, WSOY 1967
- Mikäpä tässä, WSOY 1969
- Tapion tarhat. Metsäpoliittista tarkastelua, Otava 1969
- Lampaansyöjät. Suomalainen reippailutarina, WSOY 1970
- Veitikka, WSOY 1971
- Rasvamaksa, WSOY 1973
- Pylkkäs Konsta mehtäämässä ja muita erätarinoita, Otava 1975
- Humusavotta, Otava 1976
- Kainuun kuvia, Helsinki 1976
- Ronttosaurus, Otava 1976
- Lentsu, Otava 1978
- Koirankynnen leikkaaja, Otava 1980
- Suomen saloilla, Helsinki 1981
- Ympäristöministeri, Ekotarinoita, Otava 1982
- Puukansan tarina, Otava 1984
- Seitsemän sinisen takana, Otava 1986
- Matikanopettaja. Littlejuttuja eri aihelmista, Otava 1986
- Joe-setä, WSOY 1988
- Kasinomies Tom, Otava 1990
- Kukuskat, WSOY 1993
- Pietari Suuri hatun polki, WSOY 1995
- Porsaan paperit, eläinaiheiset erikoiset, WSOY 1999
- Sinisilmäinen ohjus, WSOY 2003
- Kolme viiksiniekkaa, mahtimiestrilogia, WSOY 2003
- Konsta Pylkkänen etsii kortteeria, WSOY 2004

### Česká vydání
- Mudrc z Havukka Aho (Havukka-ahon ajattelija), Svoboda, Praha 1972, přel. Jan Petr Velkoborský.
- Střihač psích drápů (Koirankynnen leikkaaja). In Pět finských novel, Odeon, Praha 1988, přel. Jan Petr Velkoborský.
- Potápka (Kuikka). In Almanach severských literatur. FF UK, Praha 1997, s. 33–40. Přel. Jan Dlask.

### Hry
- Tiikeri ja leijona, Helsingin Kansallisteatteri 1961
- Vapaita suhteita, Valitut erikoiset, WSOY 1974
- Lohkaisuja, Otava 1979
- Kootut teokset 1–10, WSOY 1984–86
- Pirunkalan leuat. Ajatuksia sodasta ja loistavista voitoista, WSOY 1991
- Naiset on kultia, WSOY 1996
- Viime talvi, WSOY 1998

### Vzpomínkový deník
- Muina miehinä 2001